# علوم اجتماعی
علوم اجتماعی دسته‌ای از تخصص‌های دانشگاهی است که مرتبط با اجتماع و روابط بین افراد آن در جامعه می‌باشد. علوم اجتماعی به عنوان یک کل، شاخه‌های متعددی دارد. علوم اجتماعی شاخه‌ای از مطالعات انسانی است که موجودات از نوع انسان را از جنبه‌های مختلف مورد مطالعه قرار می‌دهد. علوم اجتماعی شامل این موارد شده ولی به آن‌ها محدود نمی‌شود: انسان‌شناسی، باستان‌شناسی، مطالعات ارتباطات، اقتصاد، مدیریت و بازرگانی، تاریخ، مطالعات اجتماعی، موسیقی‌شناسی، جغرافیای انسانی، حقوق، زبان‌شناسی، علوم سیاسی، سلامت عمومی و جامعه‌شناسی. جامعه‌شناسی به عنوان علم عمومی جامعه تعریف شده است. همچنین، برخی اوقات هنگامی که صحبت در مورد جامعه‌شناسی بوده، از این عبارت استفاده شده است. اصطلاح «علوم اجتماعی» در ابتدا در قرن نوزدهم ایجاد شد.
دانشمندان اثبات‌گرا، از روش‌هایی مشابه با روش‌های علوم طبیعی به عنوان ابزارهایی برای فهم جامعه استفاده کرده‌اند، لذا آن‌ها علم را به معنای دقیق مدرن خود تعریف می‌کنند. در مقایسه، دانشمندان تفسیرگرای علوم اجتماعی ممکن است از جامعه‌شناسی انتقادی یا تفسیر نمادین بهره ببرند تا این که بخواهند به‌طور تجربی، نظریات ابطال‌پذیر بسازند و بدین طریق با علم در معنای وسیع‌ترش رفتار کرده‌اند. در دنیای امروزین فضای دانشگاهی، محققان اغلب گزیده عمل می‌کنند، یعنی از چندین روش استفاده می‌کنند (به عنوان مثال تحقیقات کمی و کیفی را با هم ترکیب می‌کنند). عبارت «تحقیق اجتماعی» نیز ماهیت مستقلی برای خود پیدا کرده است، چرا که متخصصان از تخصص‌های مختلف در اهداف و روش‌های آن با هم اشتراک دارند.

## تاریخچه

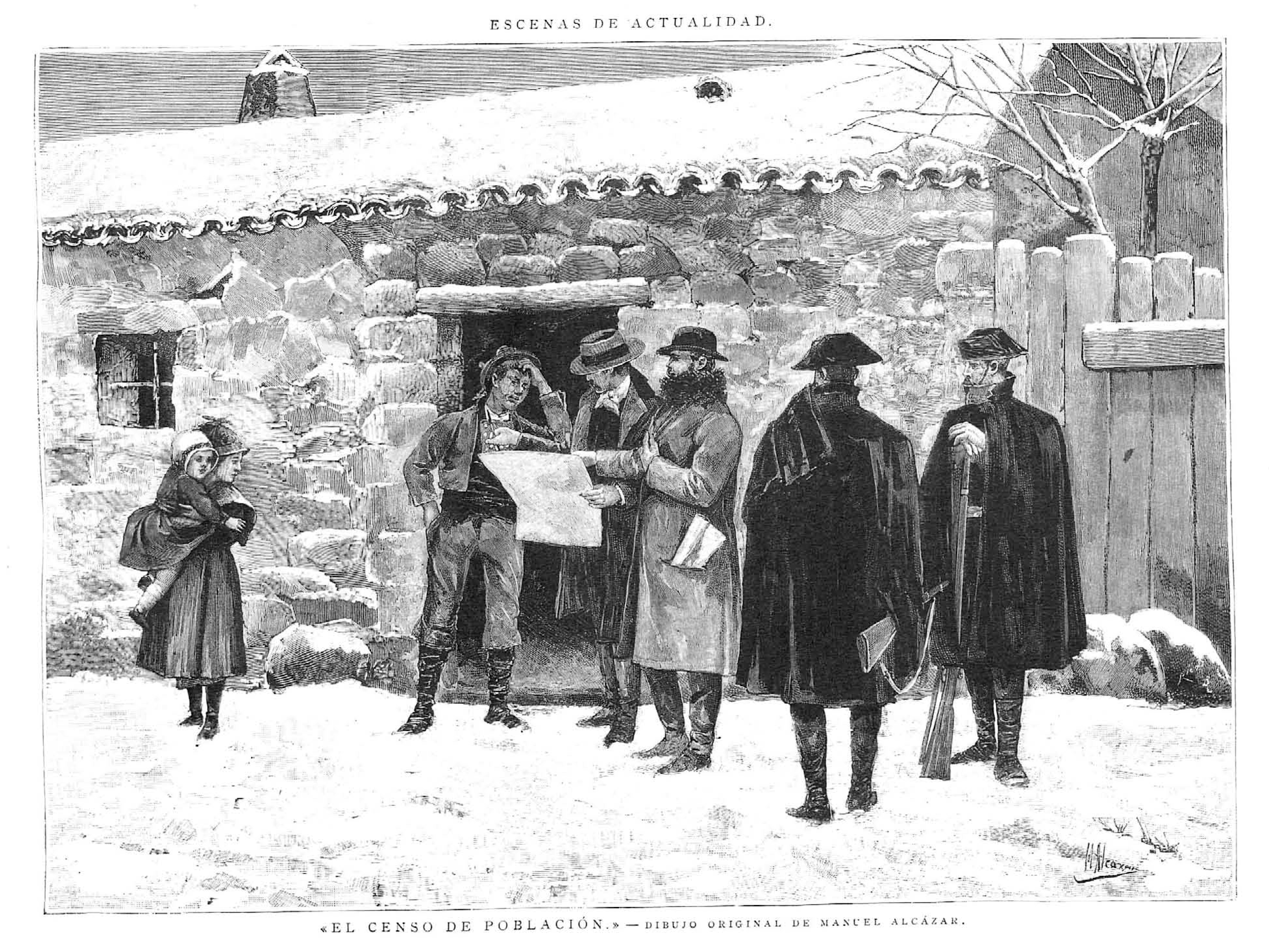
اولین سرشماری‌ها و جمع‌آوری اطلاعات جهت به‌دست آوردن آمار نفوس

تاریخ علوم اجتماعی در عصر روشنگری بعد از ۱۶۵۰(میلادی) آغاز می‌شود، در آن دوره بود که درون فلسفه طبیعی انقلابی شکل گرفت، این انقلاب، چارچوب اطلاعات مبنایی که به شخص حقیقی اشخاص می‌گفت چه چیز «واژهعلمی» است و چه چیز نیست را دچار تغییر کرد. علوم اجتماعی از فلسفهٔ اخلاق آن زمان بیرون آمد و تحت تأثیر انقلاب‌هایی چون انقلاب صنعتی و انقلاب فرانسه قرار گرفته بود. علوم اجتماعی از تحول در علوم (تجربی و عملی)، یا بنیان‌های نظام‌مند دانش یا چشم‌اندازهای عملی مرتبط با ارتقاء در سطح اجتماعی گروهی از عناصری ایجاد شد که با هم برهم‌کنش می‌کنند.
آغاز علوم اجتماعی در قرن هجدهم میلادی در دایرةالمعارف بزرگ Diderot، منعکس شده، در مقاله‌ای از آن که ژان ژاک روسو و دیگر پیشتازان آن زمان نوشته‌اند. رشد علوم اجتماعی در دیگر دایرةالمعارف‌های تخصصی نیز منعکس شده است. دورهٔ مدرن اولین استفاده از «علوم اجتماعی» به عنوان یک زمینه مفهوم مجزا را شاهد بود. علوم اجتماعی تحت تأثیر اثبات‌گرایی قرار گرفت، لذا از گمانه‌زنی‌های متافیزیکی اجتناب شد. اگوست کنت از اصطلاح علوم اجتماعی برای توصیف این علم استفاده کرد. آگوست کنت تحت تأثیر ایده‌های چارلز فوریه ازین دانش به فیزیک اجتماع نیز یاد کرده است.
در این دوره، پنج مسیر توسعه پیش روی علوم اجتماعی قرار گرفت که زیر تأثیر آگوست کنت در زمینه‌های دیگر قرار گرفته بودند.
- نخستین از این مسیرها ظهور پژوهش اجتماعی بود. گردآوری اطلاعات به روش آماری در سطح وسیع از بخش‌های مختلف ایالات متحده و اروپا صورت گرفت.
- دومین مسیری که انتخاب شد، توسط امیل دورکیم با مطالعهٔ «واقعیت اجتماعی» و ویلفردو پارتو با آغاز ایده‌های فرانظریه‌ای و پدیده‌های شخصی صورت پذیرفت.
- سومین مسیری که توسعه یافت، از روش‌شناسی دوگانهٔ آن زمان، که پدیده‌های اجتماعی را با آن فهمیده و می‌شناختند برآمد؛ مدافع این روش شخصیت‌هایی چون ماکس وبر بودند.
- چهارمین مسیر، بر اساس اقتصاد بود و موجب پیشرفت و توسعهٔ اقتصاد به عنوان یک علم سخت گردید.
- پنجمین و آخرین مسیر همبستگی بین دانش و ارزش‌های اجتماعی بود؛ جنبش جامعه‌شناسی ضد اثبات‌گرایی و فرشتهن (به آلمانی یعنی تفهمی) ماکس وبر، به محکمی چنین تمایزی را طلب می‌کردند. در این مسیر، نظریه (توصیف) و تجویز نسخه دو بحث صوری غیر همپوشان از یک موضوع بودند.

حدود اوایل قرن بیستم میلادی، جنبش روشنگری در فلسفه در موقعیت‌های مختلف دچار چالش شد. بعد از استفاده از نظریه‌های کلاسیک از اواخر دوران انقلاب علمی، چندین شاخه علمی، مطالعات ریاضیاتی را جایگزینی برای مطالعات تجربی کردند و معادلات را برای ساخت یک ساختمان نظری مورد بررسی قرار دادند. توسعهٔ زیرشاخه‌های علوم اجتماعی در این روش‌شناسی بسیار کمی شد. ماهیت بین شاخه‌ای و درون شاخه‌ای علمی رفتار انسان‌ها، اجتماع و عوامل محیطی مؤثر بر این‌ها، موجب شد که بسیاری از علوم طبیعی در برخی از جنبه‌های روش‌شناسی علوم اجتماعی علاقه‌مند شوند. مثال‌هایی از محو شدن مرزها را در اینجا می‌آوریم. تخصص‌های نوظهوری چون تحقیقات علوم اجتماعی در زمینه‌های پزشکی، جامعه‌شناسی زیستی، روان-عصب‌شناسی، اقتصاد زیستی و تاریخ و جامعه‌شناسی علم، مثال‌هایی ازین محو شدن مرزها است. تحقیقات کمی و روش‌های کیفی به‌طور فزاینده‌ای در مطالعهٔ اعمال انسان و پیامدهای آن در حال یکپارچه شدن هستند. در نیمهٔ اول قرن بیستم، آمار یک شاخهٔ مجزا از ریاضیات کاربردی گشت. روش‌های آماری با اعتماد به نفس استفاده می‌شدند.
در زمان معاصر، کارل پوپر و تالکوت پارسونز، روند پیشرفت علوم اجتماعی را زیر تأثیر قرار دادند. محققان به تحقیق دربارهٔ رسیدن به یک توافق بر سر روش‌شناسی‌ای که قدرت و دقت در اتصال یک «نظریهٔ بزرگ و جامع» با نظریات میانهٔ مختلف را داشته باشد، و با موفقیت قابل توجهی بتواند به ارائهٔ چارچوبی قابل استفاده برای بانک داده‌های در حال رشد و حجیم دست یابد، ادامه دادند. علوم اجتماعی برای آینده‌ای قابل رؤیت، از نواحی متفاوت و برخی مواقع متمایزی در تحقیقات برای رسیدن به شاخه‌ای منسجم‌تر، تشکیل خواهد شد.
عبارت «علوم اجتماعی» ممکن است به هر یک از علوم اجتماع مربوط شود. علومی که هر کدام صاحبان فکر خود را داشته، افرادی چون آگوست کنت، دورکیم، مارکس و وبر، یا به‌طور کلی‌تر تمام شاخه‌های خارج از «علوم نوبل» و هنر. تا پایان قرن نوزدهم، آکادمی علوم اجتماعی شامل پنج شاخه بود: حقوق و اصلاح قانون، آموزش، بهداشت، اقتصاد و تجارت و هنر.
در حدود اوایل قرن بیست و یکم، گسترش دامنهٔ اقتصاد در علوم اجتماعی به عنوان امپریالیسم اقتصاد توصیف شد.

## شاخه‌ها
رشته‌های علوم اجتماعی، شاخه‌هایی از دانش‌اند که در سطح دانشکده یا دانشگاه تدریس می‌شوند. رشته‌های علوم اجتماعی توسط مجله‌های دانشگاهی که تحقیقات در آن‌ها به چاپ می‌رسد، و همچنین توسط انجمن‌ها و گروه‌های دانشگاهی یا دانشکده‌هایی که به آموزش و یادگیری علوم اجتماعی می‌پردازند، شناخته و تعریف می‌شوند. زمینه‌های مطالعاتی علوم اجتماعی اغلب از چندین زیررشته یا زیرشاخه تشکیل می‌شوند و خطوط متمایزکننده بین آن‌ها اغلب دلخواه و مبهم‌اند.

### انسان‌شناسی

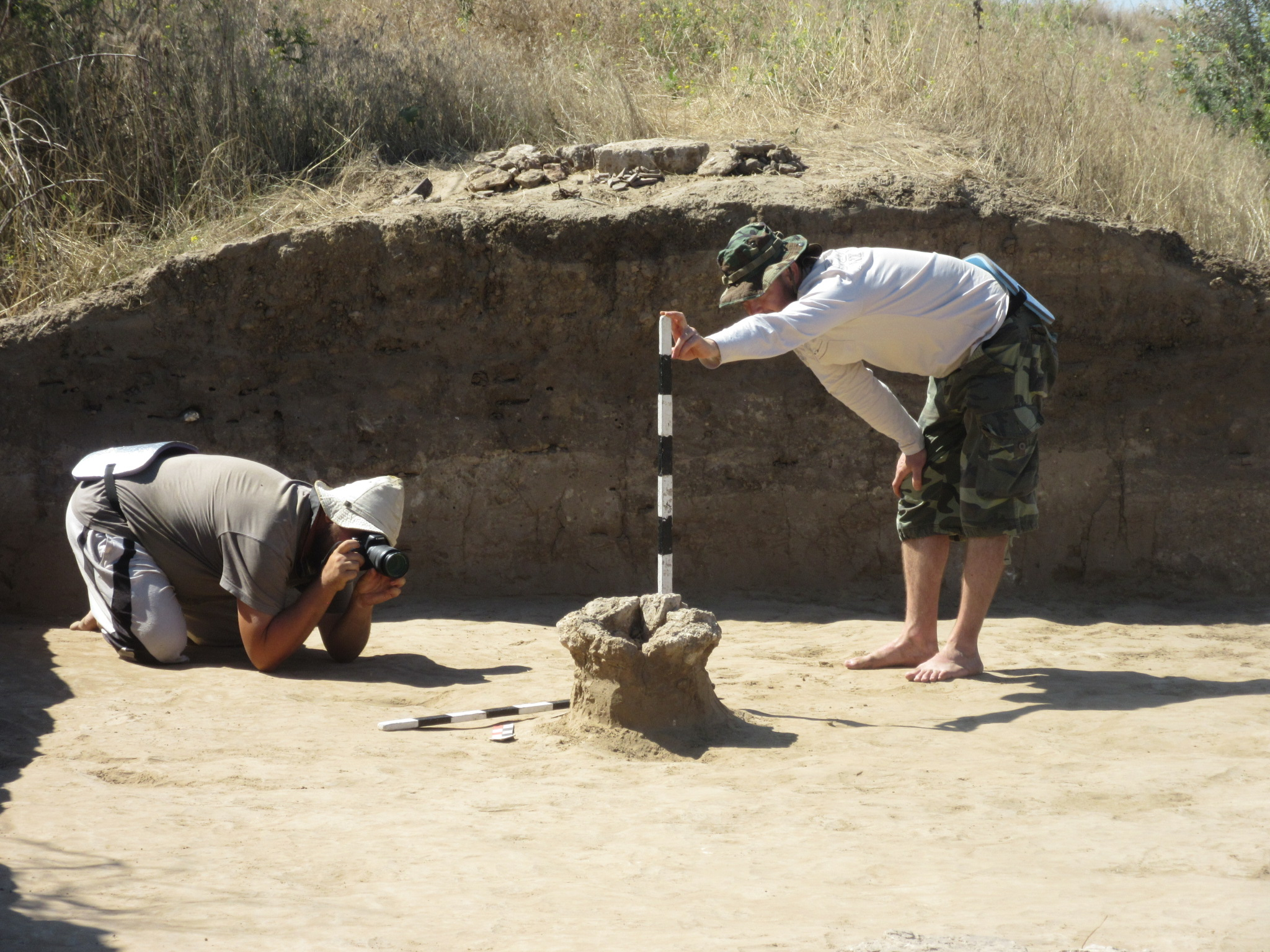
باستان‌شناسی یکی از شاخه‌های علوم اجتماعیست.

انسان‌شناسی را می‌توان به‌طور کلی «علم انسان» نامید، علمی که به کلیت ماهیت انسان می‌پردازد. این شاخهٔ علمی به مطالعهٔ پیوستگی بین جنبه‌های متفاوت علوم اجتماعی، علوم انسانی و جنبه زیست‌شناسی انسان می‌پردازد. در قرن بیستم، شاخه‌های دانشگاهی اغلب به‌طور سازمان‌یافته به سه حوزهٔ وسیع تقسیم شدند. علوم طبیعی به دنبال به‌دست آوردن قوانین عام از طریق آزمایش‌ها تجدیدپذیر و ابطال‌پذیر است. علوم انسانی به‌طور عام به دنبال مطالعهٔ سنت‌های محلی، از طریق تاریخ، ادبیات، موسیقی و هنر بوده و تأکید آن بر فهم اشخاص، رویدادها یا دوره‌های خاصی است. علوم اجتماعی به‌طور عام در تلاش برای توسعه روش‌های علمی به منظور فهم پدیده‌ها از روشی قابل تعمیم بوده، هرچند که روش‌های آن اغلب متمایز از روش‌های علوم طبیعی‌ست.
علوم اجتماعی انسان‌شناسانه اغلب به توسعهٔ توصیفات ظریف پرداخته، تا این که بخواهد قوانین عامی را در فیزیک یا شیمی به‌دست آورَد، یا این که موارد خاصی را از طریق قوانین کلی‌تر توضیح دهد، همانند اتفاقی که در شاخه‌های روان‌شناسی رخ می‌دهد. انسان‌شناسی (همچون برخی از گرایش‌های تاریخ) به راحتی در یکی از این دسته‌بندی‌ها جای نمی‌گیرد و شاخه‌های مختلف انسان‌شناسی با یک یا چند تا از این حوزه‌ها همپوشانی پیدا می‌کنند. در ایالات متحده، انسان‌شناسی به چهار زیرشاخه تقسیم‌بندی می‌شود: باستان‌شناسی، انسان‌شناسی فیزیکی یا زیستی، زبان‌شناسی انسان‌شناسانه و انسان‌شناسی فرهنگی. این شاخه اغلب در سطح مؤسسات کارشناسی ارائه می‌شود. کلمهٔ anthropos (ἄνθρωπος) در یونان باستان به معنی «موجود انسانی» یا «شخص» است. اریک وولف انسان‌شناسی جامعه-فرهنگی را به عنوان «علمی‌ترین شاخهٔ علوم انسانی، و انسانی‌ترین علوم» معرفی کرده است.
هدف انسان‌شناسی ارائهٔ گزارشی کل‌نگر از انسان‌ها و طبیعتشان است. این بدان معناست که گرچه انسان‌شناسان به‌طور عام در یکی از زیرشاخه‌های آن تخصص پیدا می‌کنند، همیشه در ذهنشان جنبه‌های زیستی، زبان‌شناسانه، تاریخی و فرهنگی هر مسئله را مد نظر قرار می‌دهند. از آنجایی که انسان‌شناسی در جوامع غربی که پیچیده و صنعتی بودند به عنوان یک علم سر برآورد، گرایش اصلی در انسان‌شناسی از نظر روش‌شناسی به سمت مطالعهٔ مردم در جوامعی بوده که آن جوامع دارای سازمان اجتماعی ساده‌تر یا به زبان ادبیات انسان‌شناسی "اولیه"‌تر (بدون این که این اولیه‌تر بودن معنای ضمنی بر "پست‌تر" بودن داشته باشد) بوده‌اند. امروزه، انسان‌شناسان از عبارت‌هایی چون جوامعی با «پیچیدگی کمتر» برای اشاره به نوعی از معاش یا تولید چون «چوپانی» یا «جستجو برای غذا» یا «باغبانی» استفاده می‌کنند، که انسان‌ها در فرهنگ‌های غیر صنعتی و غیر غربی بدان شیوه زندگی می‌کنند. در انسان‌شناسی چنین مردم یا قومیت‌هایی جذابیت بالایی دارند.
کلی‌گرایی منجر شده که بسیاری از انسان‌شناسان به‌طور جزئی به مطالعهٔ مردم با استفاده از داده‌های بیوژنتیک، باستان‌شناسی و زبان‌شناسی به همراه مشاهدهٔ مستقیم رسوم معاصر بپردازند. در دهه ۱۹۹۰ و ۲۰۰۰ میلادی، صداهایی جهت طلب شفاف‌سازی در مورد عناصر تشکیل‌دهندهٔ یک فرهنگ، و این که چگونه یک مشاهده‌گر بداند چه زمانی فرهنگ او پایان یافته و فرهنگ دیگری آغاز می‌شود، و دیگر موضوعات مهم انسان‌شناسی شنیده شد. می‌توان هر کدام از فرهنگ‌های انسانی را به عنوان بخشی از یک کل دید که موجب تکوین فرهنگ جهانی می‌شوند. این روابط پویا بین مشاهدات کف زمین، در مقابل مشاهداتی که از به هم آمیختن مشاهدات محلی به‌وجود می‌آید، در هر نوع انسان‌شناسی، چه فرهنگی، زیستی، زبان‌شناسانه یا باستانی، نقش بنیادینی دارد.

### مطالعات ارتباطات
مطالعات ارتباطات با فرآیندهای ارتباطی انسان سروکار دارد، که اغلب برای خلق معنا، نمادهایی را تعریف کرده و در اشتراک قرار می‌دهد. این گرایش شامل مباحث گسترده‌ای می‌شود، از مکالمهٔ چهره-به-چهره گرفته تا خروجی رسانه‌های گروهی مثل پخش برنامه‌های تلویزیونی. همچنین مطالعات ارتباطات بررسی می‌کند که جنبه‌های سیاسی، فرهنگی، اقتصادی و اجتماعی پیام‌ها چگونه تفسیر می‌شوند. ارتباطات تحت عناوین مختلفی در دانشگاه‌های مختلف جنبهٔ رسمی پیدا کرده است، تحت عناوینی چون: «ارتباطات»، «مطالعات ارتباطی»، «ارتباطات کلامی»، «مطالعات علم معانی بیان»، «علم ارتباطات»، «مطالعات رسانه»، «هنر ارتباطات»، «ارتباطات گروهی»، «بوم‌شناسی رسانه‌ها» و «علم ارتباطات و رسانه».
مطالعات ارتباطات جنبه‌های علوم اجتماعی و انسانی را باهم یکپارچه می‌کند. این رشته، به عنوان یکی از شاخه‌های علوم اجتماعی، اغلب با شاخه‌های دیگر آن مثل جامعه‌شناسی، روان‌شناسی، انسان‌شناسی، زیست‌شناسی، علوم سیاسی، اقتصاد و سیاست عمومی و برخی شاخه‌های دیگر همپوشانی دارد. از جنبه‌های انسان‌شناسانه، ارتباطات، با معانی بیان و متقاعدسازی سروکار دارد (رد تاریخچه برنامه‌های تحصیلی سنتی در مطالعات ارتباطات، به علم معانی بیان زمان یونان باستان بر می‌گردد). این شاخه در رشته‌های بیرونی نیز کاربرد دارد، مثل مهندسی، معماری، ریاضیات و علم اطلاعات.

### اقتصاد
اقتصاد نوعی علوم اجتماعیست که به تحلیل و توصیف تولید، توزیع و مصرف ثروت می‌پردازد. کلمه انگلیسی "economics" از عبارت یونانی "οἶκος" با تلفظ "oikos" به معنای "خانواده، خانه‌داری، دارایی و ملک" و عبارت یونانی "νόμος" با تلفظ "nomos" به معنای "عرف، قانون" می‌آید و در مجموع معنای "خانه داری و مدیریت" یا "مدیریت ملک و دارایی" است. یک اقتصاددان شخصی است که در کار خود از مفاهیم و داده‌های اقتصادی استفاده می‌کند یا مدرکی در این زمینه داشته باشد. تعریف سنتی اقتصاد به‌طور خلاصه توسط لیونل رابینز در ۱۹۳۲ به این صورت ارائه شده است: "علمی که به مطالعه رفتار انسان به عنوان رابطی بین وسائل کمیابی که استفاده‌های چندگانه دارد می‌پردازد". بدون کمیابی و استفاده‌های چندگانه هیچ مسئلهٔ اقتصادی وجود نخواهد داشت. به‌طور خلاصه‌تر "مطالعه مردمی که به دنبال ارضای نیازها و خواسته‌هایشان هستند" و "مطالعهٔ جنبه‌های مالی رفتار انسان".

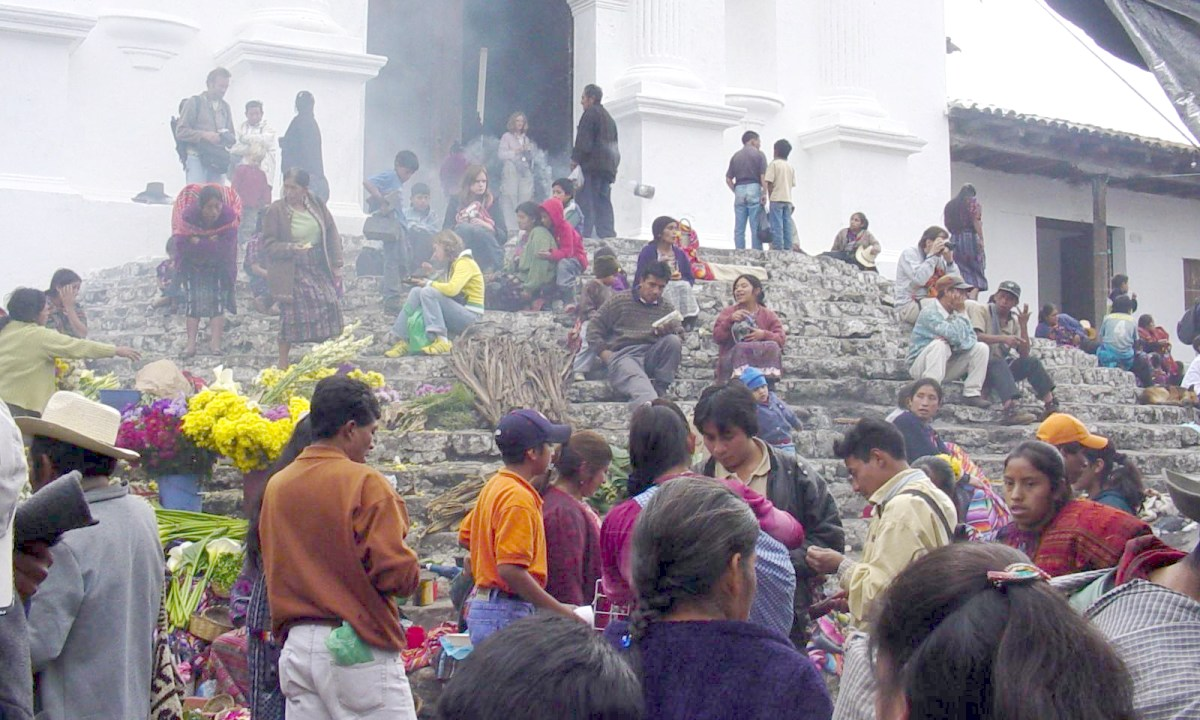
خریداران به دنبال تخفیف در قیمت اجناس اند در حالی که فروشندگان بهترین‌هایشان را در بازار شیکیاستناگو گواتمالا در معرض دید قرار می‌دهند.

اقتصاد دو شاخهٔ عمده دارد: اقتصاد خرد، که در آن واحد تحلیل عاملان فردی‌اند، مثل خانه‌دار یا بنگاه، و اقتصاد کلان، که در آن واحد تحلیلی کل اقتصاد است. دیگر دسته‌بندی‌هایی که در اقتصاد انجام می‌شد اقتصاد اثبات‌گرا (مثبت) را که به دنبال پیش‌بینی و توضیح پدیده‌های اقتصادی است را از اقتصاد ارزشی که به وسیلهٔ برخی محک‌ها و معیارها به دنبال تجویز نسخه و دستور دادن در مورد کنش‌هاست تفکیک می‌کند. چنین دستوراتی الزاماً شامل قضاوت‌های ارزشی ذهنیست. از اوایل قرن بیستم میلادی، اقتصاددانان به‌طور گسترده بر روی کمیت‌های قابل اندازه‌گیری تمرکز کرده، هم مدل‌های نظری و هم تحلیل‌های تجربی را به کار گرفته‌اند. با این حال رد پای مدل‌های کمی را می‌توان به مکتب فیزیوکرات‌ها عقب برد.
استدلال اقتصادی به‌طور فزاینده‌ای در دهه‌های اخیر در وضعیت‌های اجتماعی چون سیاست، حقوق، روان‌شناسی، تاریخ، مذهب، زندگی خانوادگی و دیگر برهمکنش‌های اجتماعی اعمال شده است. این پارادایم (الگوواره) قاطعانه فرض‌های زیر را مد نظر قرار می‌دهد: (۱) این که منابع کمیابند، چرا که کفاف تمام خواسته‌ها را نمی‌دهند، و (۲) این که «ارزش اقتصادی» همان میل به پرداخت است که مثلاً توسط تراکنش‌های (بازوهای) بازار هویدا می‌گردد. مکاتب فکری که با این پارادایم (الگوواره) تعارض دارند مثل اقتصاد نهادگرایی، اقتصاد سبز، اقتصاد مارکسیستی و جامعه‌شناسی اقتصادی، فرض‌های دیگری را مد نظر قرار می‌دهند. به عنوان مثال اقتصاد مارکسیستی فرض می‌کند که اصولاً اقتصاد با تحقیق در مورد ارزش مبادله ای که در آن منبع کار انسان است، سروکار دارد.
دامنهٔ در حال گسترده‌ای از اقتصاد در علوم اجتماعی به عنوان اقتصاد امپریالیستی توصیف شده است.

### تعلیم

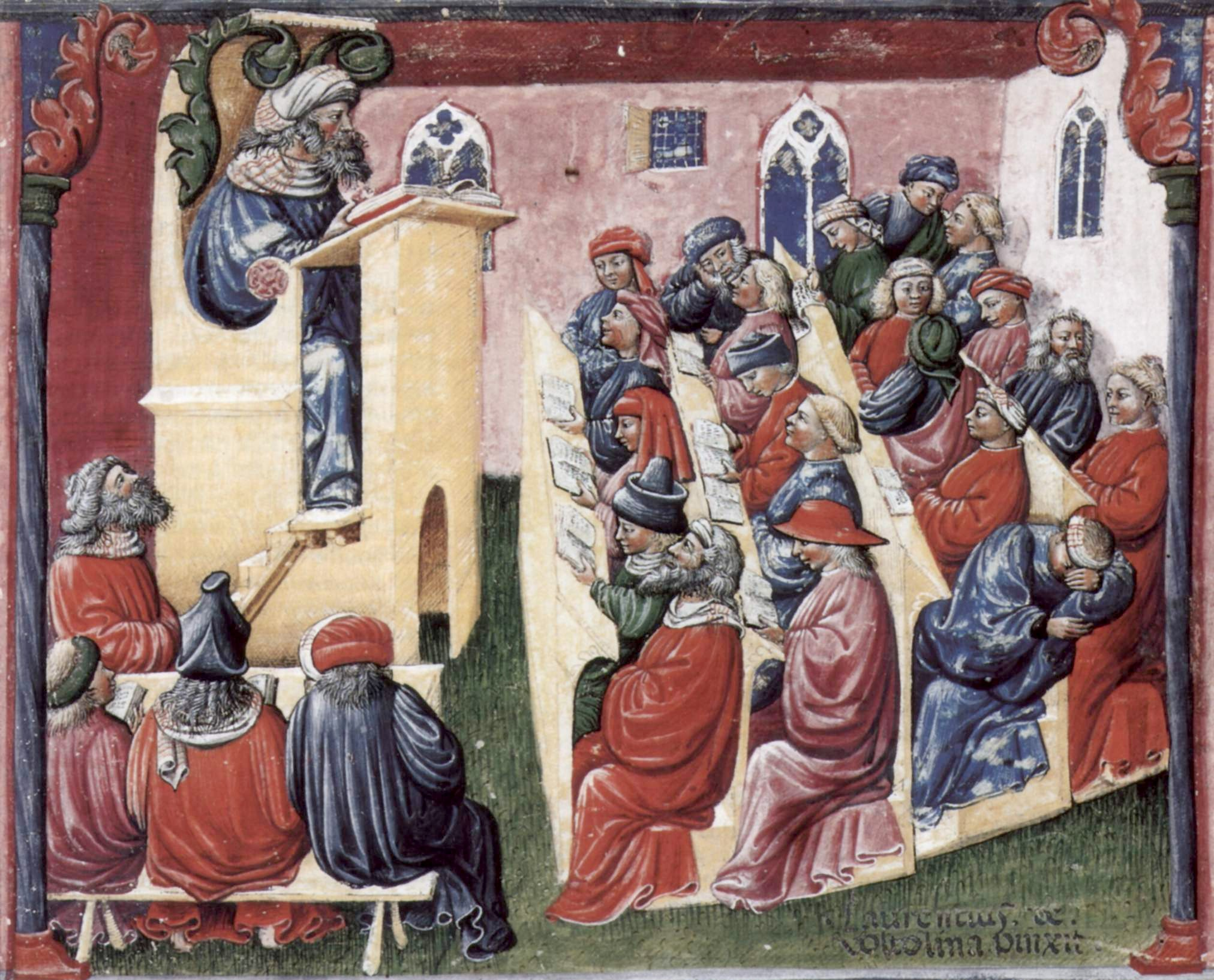
ترسیمی از قدیمی‌ترین دانشگاه جهان، دانشگاه بولونیای ایتالیا

تعلیم شامل تدریس و یادگیری مهارت‌های خاص است، و همچنین شامل چیزی عمیق‌تر اما نامحسوس تر هم می‌شود: بهره‌مند کردن دیگران از دانش، قضاوت مثبت و خرد و فرزانگی توسعه یافته. یکی از جنبه‌های بنیادین تعلیم، بهره‌مند ساختن فرهنگ از یک نسل به نسل بعد است (جامعه‌پذیری را ببینید). کلمه تعلیم دادن در انگلیسی (educate) از ریشهٔ لاتین educare به معنای تسهیل و محقق‌سازی پتانسیل‌های شخصی و استعدادهاست. تعلیم در حقیقت پرورش بدنه‌ای از تحقیقات نظری و عملی مرتبط با آموزش و یادگیریست و با بسیاری از شاخه‌های علمی چون روان‌شناسی، فلسفه، علوم کامپیوتر، زبان‌شناسی، علوم اعصاب، جامعه‌شناسی و انسان‌شناسی در رابطه است.
تعلیم انسان‌ها از بدو تولد شروع شده و در طول زندگی ادامه پیدا می‌کند. (برخی معتقدند که تعلیم حتی قبل از تولد شروع می‌شود، چنان‌که برخی از والدین این مسئله را هنگام نواختن موسیقی یا خواندن برای فرزند درون رحم تجربه کرده‌اند، به این امید که او و تکاملش را تحت تأثیر قرار دهند). برای برخی، نبردها و پیروزی‌های زندگی روزمره بسیار آموزنده‌تر از مدارس رسمیست (چنان‌که مارک تواین تذکر می‌دهد "هیچگاه اجازه ندهید مدرسه در تعلیمتان مداخله ایجاد کند").

### جغرافیا

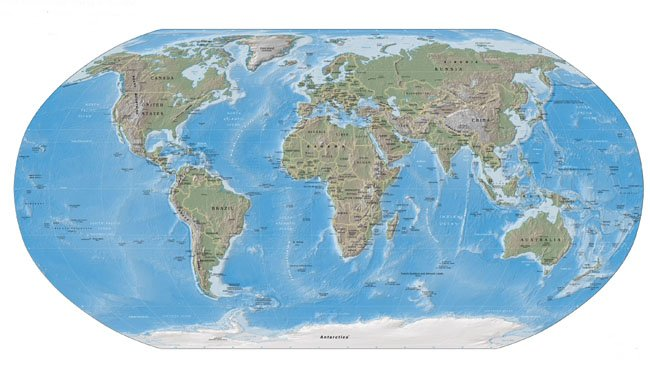
نقشه کره زمین

جغرافیا را به عنوان یک شاخهٔ علمی می‌توان به‌طور کلی به دو زیر شاخه تقسیم‌بندی کرد: جغرافیای انسانی و جغرافیای فیزیکی. جغرافیای انسانی عمدتاً بر روی ساختار محیط و چگونگی ایجاد فضا و مدیریت آن توسط انسان، دیدگاهی که انسان‌ها نسبت به آن دارند به علاوه تأثیرات انسان بر روی فضایی که اشغال کرده است تمرکز می‌کند. این بحث ممکن است شامل جغرافیای فرهنگی، حمل و نقل، سلامت، عملیات نظامی و شهرها هم باشد. جغرافیای فیزیکی به بررسی محیط طبیعی می‌پردازد، این که چگونه اقلیم، پوشش گیاهی، حیات، خاک، اقیانوس‌ها، آب و تغییرات طبیعی سطح زمین، ایجاد شده و با هم دیگر برهمکنش دارند. جغرافیای فیزیکی به بررسی پدیده‌های مرتبط با اندازه‌گیری‌های کره زمین می‌پردازد. نتیجتاً با استفاده از این دو زیر شاخه (یعنی شاخه‌های جغرافیای انسانی و فیزیکی) شاخهٔ سومی ظاهر شده که همان جغرافیای محیطی است. جغرافیای محیطی این دو شاخه را ترکیب می‌کند و به دنبال برهمکنش‌های بین انسان و محیطش می‌پردازد. دیگر شاخه‌های جغرافیا شامل جغرافیای اجتماعی، جغرافیای منطقه‌ای و ژئوماتیک می‌باشد.
جغرافی‌دانان در تلاش برای فهمیدن کره زمین بر حسب روابط فیزیکی و فضایی هستند. اولین جغرافی‌دانان بر روی علم ساخت نقشه تمرکز کردند و به دنبال راه‌هایی می‌گشتند تا به‌طور دقیق سطح زمین را تصویر کنند. از این لحاظ جغرافیا بر روی برخی از شکاف‌های موجود بین علوم طبیعی و علوم اجتماعی پل می‌زند. جغرافیای تاریخی اغلب در سطح کالج و در دانشکدهٔ جغرافیا آموخته می‌شود.
جغرافیای مدرن شاخهٔ جامعیست که ارتباط نزدیکی با GISc داشته و به دنبال فهم انسان و محیطش است. شاخه‌های برنامه‌ریزی شهری، علوم منطقه‌ای، و سیاره‌شناسی ارتباط نزدیکی با جغرافیا دارند. کسانی که در حوزه جغرافیا کار می‌کنند از بسیاری فنون و روش‌ها چون GIS، سنجش از دور، جغرافیای هوایی، آمار و سامانه موقعیت‌یاب جهانی (GPS) برای جمع‌آوری داده‌ها استفاده می‌کنند.

### تاریخ
تاریخ حکایتی پیوسته و نظام مند و تحقیقی در گذشتهٔ رویدادهای بشریت است که به صورت پارادایم‌ها یا نظریات تاریخ‌نگارانه تفسیر شده است.
تاریخ هم در علوم اجتماعی و هم علوم انسانی ریشه دارد. در ایالات متحده، موقوفه ملی علوم انسانی، تاریخ را به عنوان بخشی از تعریف خود از علوم انسانی در نظر گرفته (همچنین زبان‌شناسی کاربردی). با این حال، شورای تحقیقات ملی، تاریخ را به عنوان بخشی از علوم اجتماعی در نظر می‌گیرد. روش تاریخی شامل فنون و راهنمایی هاییست که تاریخ‌نگاران از آن جهت استفاده از منابع دست اول و دیگر مدارک برای تحقیقات و سپس تاریخ‌نگاری استفاده می‌کنند. شورای تاریخ علوم اجتماعی که در ۱۹۷۶ تشکیل شد، متخصصان علاقه‌مند به تاریخ اجتماعی را از گرایش‌های مختلف گرد هم می‌آورد.